# تمای
تمای، روستایی از توابع بخش مرکزی شهرستان تکاب در استان آذربایجان غربی ایران است.

## جمعیت
این روستا در شهرستان تکاب بخش مرکزی  دهستان انصار قرار دارد و براساس سرشماری مرکز آمار ایران در سال ۱۳۸۵، جمعیت آن ۵۸۰ نفر (۱۲۰خانوار) بوده‌است که به زبان ترکی آذربایجانی صحبت می‌کنند.
از  دیدنی این مکان می‌توان به شور گل (دریاچه شور کوچک)
قره داش(سیاه سنگ )،قیز قاپان (منطقه جن دختر) 
قیطران کوهولو (غار قیطران)، دلیک داش (سنگ حفره دار)،
کند حمامی(حمام عمومی قدیمی دوره هخامنشی)
کوه ازناو  با ارتفاع حدودا۲۵۰۰ متری که معدن اورانیم کشف شده توست المانی ها 
و غیره اشاره کرد یکی از مهمترین منابع درآمد مردم این روستا گندم کاری و دامداری است و بیشترین کشت میوه ای این منطقه به انگور و سیب البالو  تعلق دارد. 